# Ballana calcea
Ballana calcea är en insektsart som beskrevs av Delong 1937. Ballana calcea ingår i släktet Ballana och familjen dvärgstritar. Inga underarter finns listade i Catalogue of Life.